# Retrato de doña Franca Florio
El retrato de doña Franca Florio, o Retrato de la señora Franca Florio, es una pintura al óleo sobre lienzo del pintor italiano Giovanni Boldini. La obra original fue realizada en 1901, sin embargo fue retocada varias veces, hasta la versión actual, firmada y fechada en 1924. Desde 2017, el cuadro se encuentra en exposición en el Palazzo Mazzarino, en Palermo.

## Historia

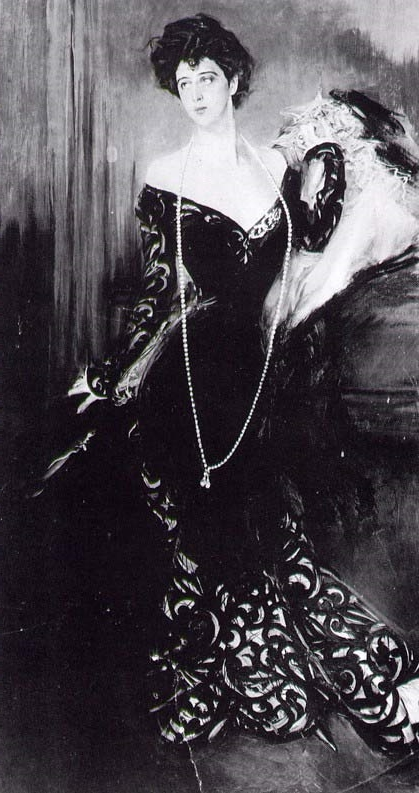
La versión original del cuadro (1901) en una fotografía del mismo año muestra a Donna Franca con un estilo típico de los primeros años del.

Las pinceladas rápidas y excéntricas de Boldini inmortalizan en este cuadro a la famosa Franca Florio, también conocida como la "Reina de Sicilia". Era miembro de una familia aristocrática siciliana que entró por matrimonio en la familia de negocios más rica de la isla. Donna Franca era la celebridad indiscutible de todos los acontecimientos de la alta sociedad palermitana. Hablaba cuatro idiomas con fluidez y su belleza y elegancia le habían valido numerosos admiradores masculinos, como el poeta Gabriele D'Annunzio y el káiser Guillermo II de Alemania. Icono de la Belle Époque, Donna Franca también fue una hábil empresaria, ayudando a su marido Ignazio Florio Jr. en el negocio familiar.
En 1901, Ignazio Florio encargó a Boldini un cuadro que inmortalizara la radiante belleza y elegancia de su esposa. Boldini se trasladó de París a Palermo, donde fue invitado de los Florio, mientras pintaba el retrato. La versión original de la obra mostraba a Donna Franca luciendo un majestuoso vestido de noche negro adornado con bordados dorados en el bajo, las mangas largas y el borde del amplio escote triangular; Boldini intervendría sobre el lienzo dos veces más. La última vez fue en 1924, cuando insertó una silla y actualizó la vestimenta a la moda de los años 1920, eliminando los bordados, las mangas y el corsé, cayendo el vestido recto y corto hasta los tobillos. La personalidad de Donna Franca parece más adecuada a la moda liberadora de los locos años veinte, sin embargo su apariencia no parece haber envejecido, ya que tenía 27 años en la versión original, y ahora tiene 50. Por ello aparece como una especie de belleza atemporal.

## Descripción
En la obra se reconoce plenamente la poética de la feminidad boldiniana, hasta el punto de que la obra no duda en realzar el asombroso encanto de la dama retratada, pero también introduce elementos de modernidad, liberando sin falso pudor una feminidad que emerge de manera tal vez coqueta, pero para nada vulgar.
Dependiendo de la técnica, a veces sumaria, otras descriptiva y atenta al detalle, Boldini parece indicar también al observador aquellos pasajes pictóricos que han captado particularmente su atención: el rostro, de una blancura nacarada, donde los labios rojos están atravesados por una sonrisa imperceptible, sus ojos grises profundos, y el larguísimo e imponente collar, que contiene 365 perlas, una por cada día del año.
El cuerpo de Franca, envuelto en los pliegues arremolinados del vestido de terciopelo negro, está delineado por pinceladas largas y rápidas, definidas acertadamente por los críticos como "trazos de sable", con los que Boldini parece "cristalizar" la espléndida apariencia de su modelo. La elegancia eléctrica de las pinceladas de Boldini, que con su rápida sucesión llenan el lienzo de una gran energía, es objeto de una reflexiva declaración de Gaetano Boldini, hermano del pintor, de 1926: "Su manera de pintar era muy extraña, ya que no hacía posar a la modelo sino que quería que se moviera frente a él para poder imprimir más claramente sus rasgos vitales en el lienzo".

## Procedencia
El retrato, expuesto en la Bienal de Venecia de 1903, no se terminó hasta 1924: ese año, sin embargo, la familia Florio sufría una terrible crisis económica y no pudo comprarlo. Boldini decidió venderlo al barón Rothschild, en 1927-1928, quien lo trajo a Estados Unidos. La obra fue puesta nuevamente a la venta en Christie's por los descendientes de Rothschild el 1 de noviembre de 1995, y luego reapareció en subastas el 25 de octubre de 2005, cuando fue vendida en Sotheby's Nueva York y comprada por la Acqua Marcia Society de Francesco Bellavista Caltagirone, propietario de varios hoteles de lujo en Sicilia. Fue así que la obra regresó a Palermo, aunque no para la exposición pública, siendo expuesto en el Grand Hotel Villa Igea, antigua residencia de los Florio.
En 2017, el cuadro fue subastado una vez más, en el marco de los procedimientos de liquidación de los muebles artísticos y antiguos de los hoteles de la empresa Caltagirone, que había quebrado ese año. Se promovieron numerosas campañas de sensibilización y crowdfunding para adquirirlo, para que permaneciera en Palermo. El 30 de abril la oferta ganadora, de 1.133.000 euros, fue presentada por los marqueses Marida y Annibale Berlingieri y por ese motivo el lienzo se expone desde entonces en el Palazzo Mazzarino, en Palermo.